# Iwanowka (rejon bazarno-karabułacki)
Iwanowka (ros. Ивановка) – wieś (sieło) w Rosji, w obwodzie saratowskim, w rejonie bazarno-karabułackim. W 2010 liczyła 849 mieszkańców.